# Meisho
Meisho (明正天皇 Meishō-tennō) född 9 januari 1624, död 4 december 1696, regerande kejsarinna av Japan 1629-1643.

## Biografi
Meisho var dotter till kejsar Go-Mizunoo och Tokugawa Masako och dotterdotter till shogun, Tokugawa Hidetada. 
Hon blev monark vid fem års ålder vid faderns plötsliga abdikation efter den så kallade "de purpurfärgade klädernas incident"; fadern hade 1627 delat ut purpfurfärgade kläder till tio präster trots ett förbud utfärdat av shogun, som sedan upphävde gåvorna. Hon var den första kvinnliga monarken sedan 770, men under denna tid var monarkens makt nominell och shogun var landets regent. Det anses också att hennes far utövade inflytande genom henne. 
Det var under denna tid sed att monarken abdikerade före sin död, och Meisho abdikerade 1643 till förmån för sin yngre halvbror Go-Komyō. Hon hade inga barn. 
I likhet med Meisho efterträddes nästan alla Japans kvinnliga monarker av manliga släktingar med samma efternamn på faderns sida, vilket har använts som argument mot kvinnlig tronföljd, då kvinnliga monarker på grund av detta har ansetts tillfälliga och inte har brutit dynastilinjen.